# Piramidó d'Amenemhet III
El Piramidó d'Amenemhet III és la pedra angular que coronava la Piràmide Negra de Dashur, Egipte. Va ser elaborada al voltant del 1850 abans de la nostra era, cap al final de la Dinastia XII durant l'Imperi Mitjà i hui roman gairebé intacte; és un dels pocs piramidons conservats.

## Redescobriment
L'any 1900, el llavors director del Consell Suprem d'Antiguitats, Gaston Maspero, va fer una inspecció a Dashur després que uns lladres atacassen els guàrdies de la Necròpoli de Saqqara.
A la banda est de la Piràmide d'Amenemhet, es va trobar un bloc gris que sobreeixia de l'arena; estava decorat amb inscripcions. Després de l'excavació, transportaren el piramidó al Museu Egipci del Caire.

## Descripció
El piramidó, tallat en una sola peça de basalt (sovint anomenat granit negre o diabasa), està quasi intacte, tret d'un cantó trencat. Té una alçada de 1,40 m, una base la longitud de la qual és de 1,85 m, i un pes de 4,5 tones. Les vores inferiors estan soscavades per a mantenir el bloc dret sobre la piràmide.

### Inscripcions
Les quatre cares superiors van ser polides i inscrites. El costat de l'est està adornat amb un disc solar alat flanquejat per dos ureus. A baix, dos ulls d'Horus representen els ulls del rei. Més a baix, tres signes nefer representen la bellesa i la perfecció. Finalment, un disc solar representa el déu Ra, a la dreta del qual s'estén el nom de tron d'Amenemhet, "Ni-maat-re", i a l'esquerra el seu nom personal "Imen-em-het". Tota la composició diu: "Amenemhet contempla la perfecció de Ra".
Cap a la part de baix de les quatre cares superiors, hi ha dues línies d'inscripcions. La de la dreta comença amb: "Obert està el rostre del rei Amenemhet, observa al Senyor de l'Horitzó creuant el cel"; la línia nord diu: "Més alta és l'ànima (Ba) del rei Amenemhet que l'altura d'Orió, i s'uneix al Duat". El nom del déu Amon en els cartutxos d'Amenemhet ha estat esborrat. Si es va fer durant el regnat d'Akhenaton, en la Dinastia XVIII d'Egipte, el piramidó podia haver estat en terra ja des del 1350 ae.

La relativa absència de danys plantejà la qüestió de si alguna vegada el piramidó havia estat al cim de la piràmide o no.

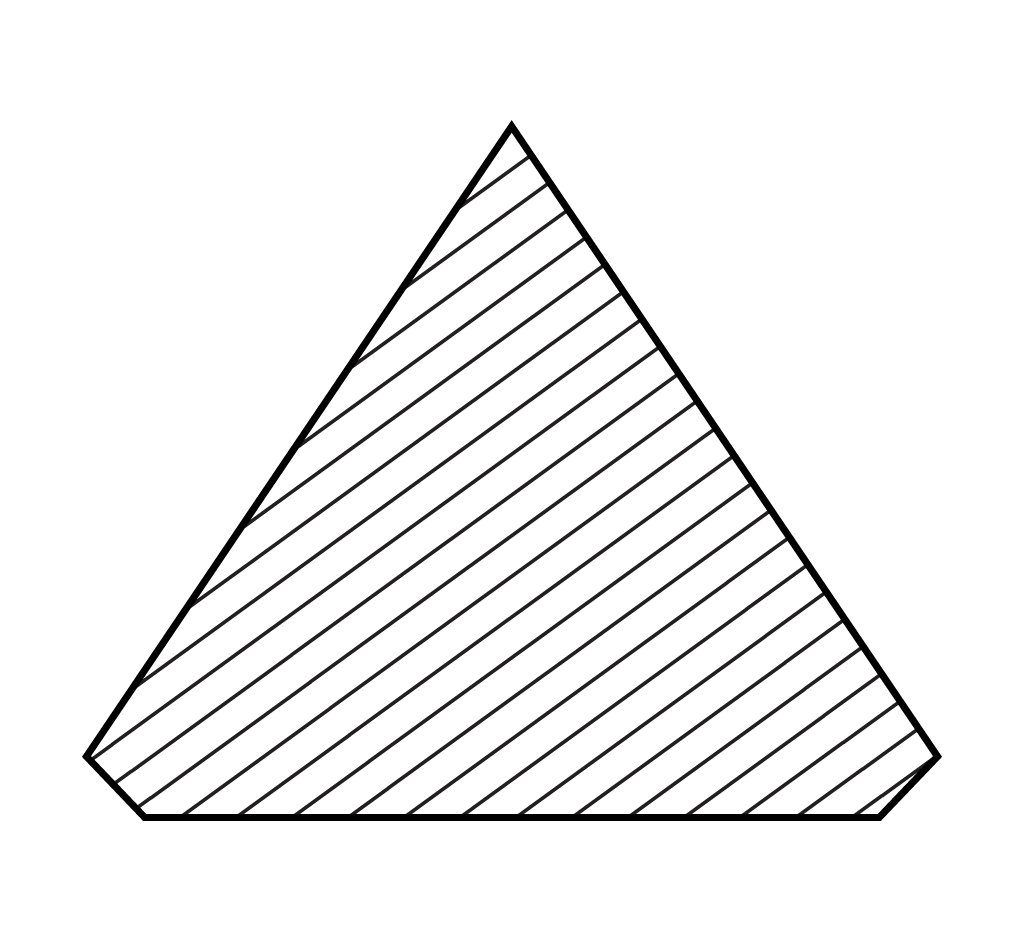
Secció transversal del piramidó
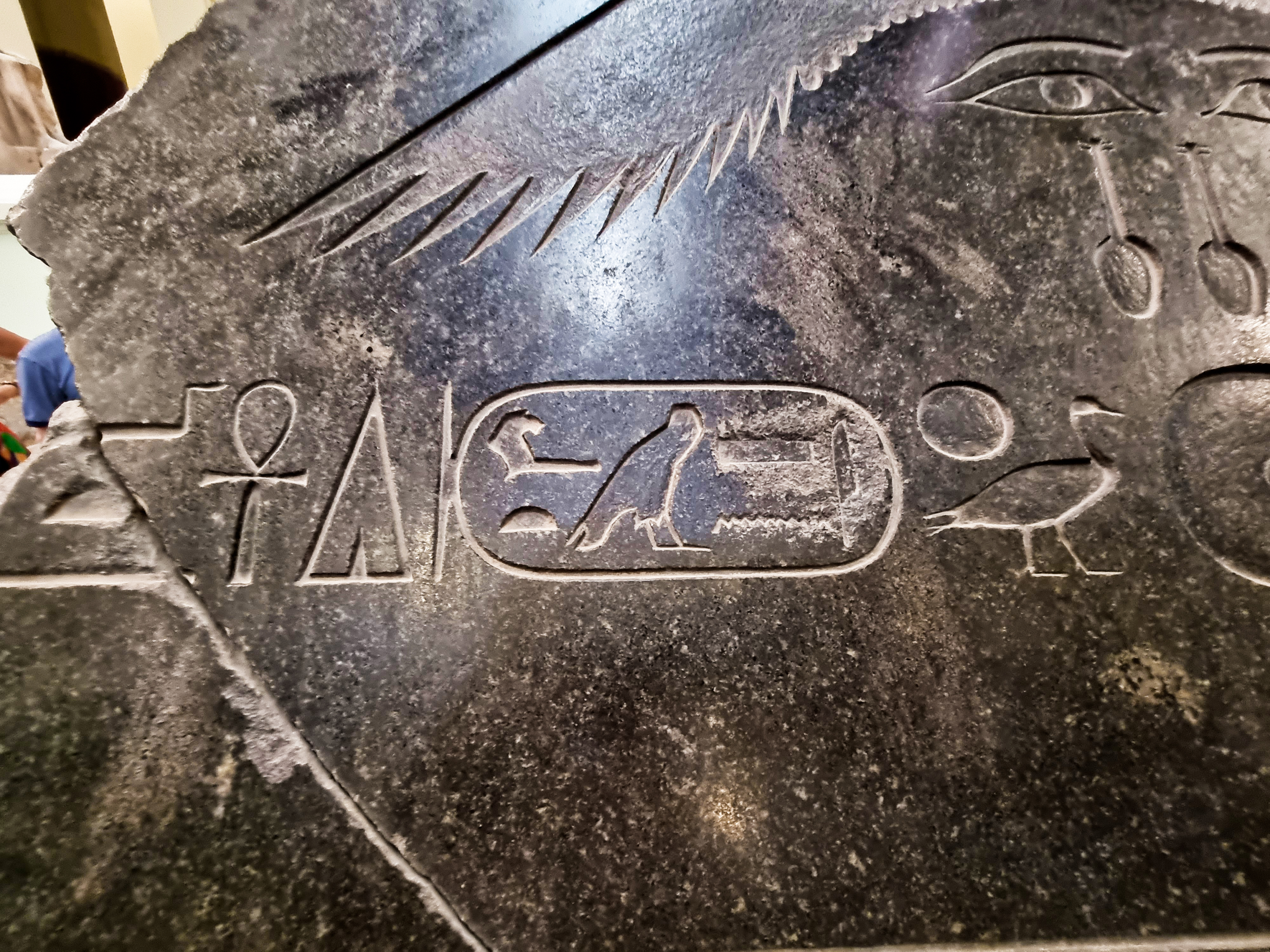
Nom de déu Amon esborrat
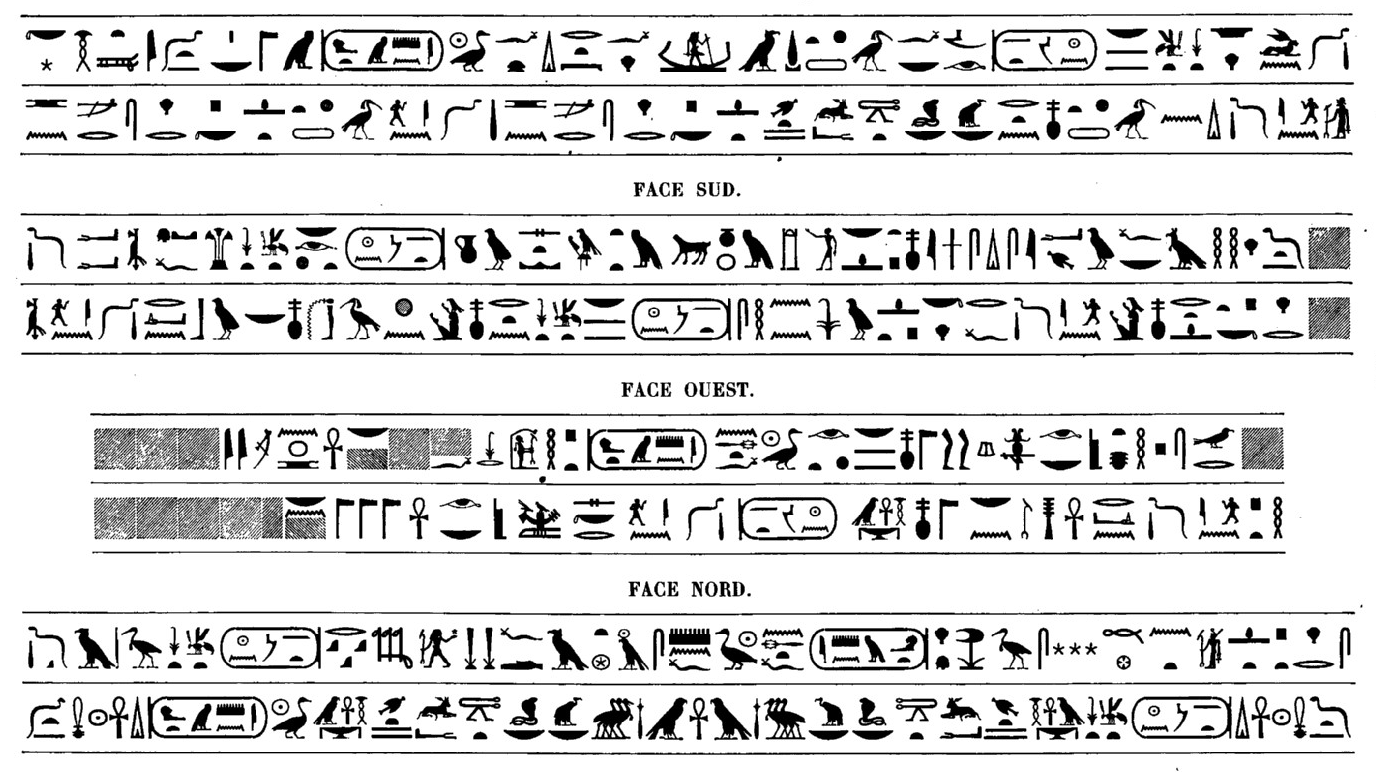
Inscripcions a la part inferior de les quatre cares superiors
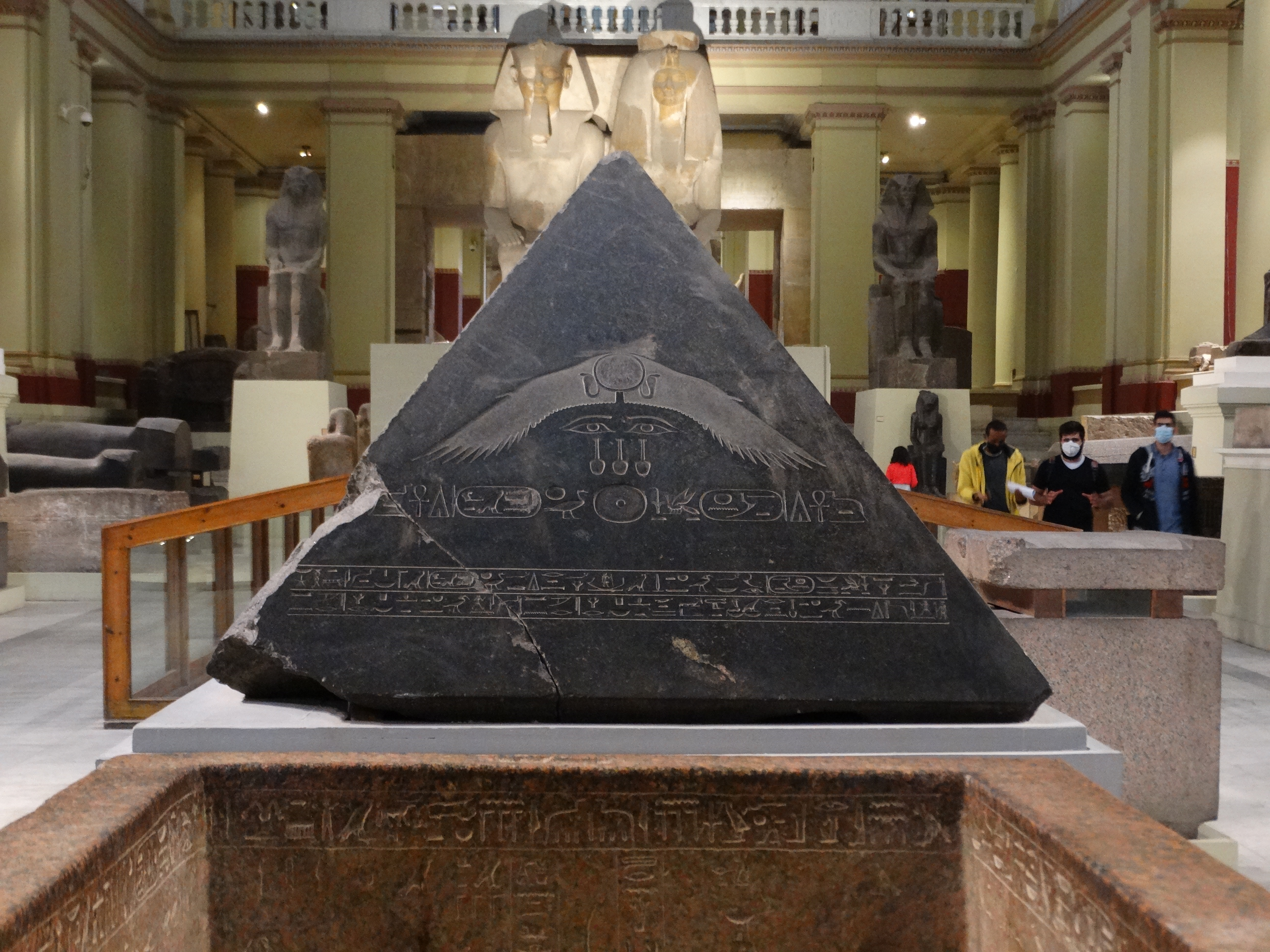
Cara est del piramidó